# Роґузець
Роґузець (пол. Rogóziec) — село в Польщі, у гміні Морди Седлецького повіту Мазовецького воєводства.
Населення — 72 особи (2011).
У 1975-1998 роках село належало до Седлецького воєводства.

## Демографія
Демографічна структура станом на 31 березня 2011 року:
|          | Загалом | Допрацездатний вік | Працездатний вік | Постпрацездатний вік |
| -------- | ------- | ------------------ | ---------------- | -------------------- |
| Чоловіки | 40      | 1                  | 31               | 8                    |
| Жінки    | 32      | 2                  | 16               | 14                   |
| Разом    | 72      | 3                  | 47               | 22                   |